# Club Natació Poble Nou
El Club Natació Poble Nou es un club deportivo español, del barrio de Pueblo Nuevo de Barcelona. Tiene secciones de natación, waterpolo y rugby.

## Historia
El club fue fundado en 1924 por aficionados a la navegación con patín de vela e inscrito en 1932 en la Federación Catalana de Natación. En sus primeros años rivalizó con el Olímpic Club, entidad fundada en 1921 por trabajadores de Manufacturas Reunidas de la Industria Textil, cuya fábrica en Pueblo Nuevo era conocida como Can Felipa. Finalmente, ambas sociedad se fusionaron en 1939. Durante los años de la dictadura franquista la entidad españolizó su nombre como Club Natación Pueblo Nuevo.
Originalmente tuvo su sede en los antiguos baños de la playa Mar Bella, instalaciones que fueron destruidas por sucesivos temporales marítimos. Ante esta situación, el club dejó la playa para instalarse en la plaza Lope de Vega, donde se inauguró, en abril de 1960, la primera piscina municipal cubierta de Barcelona. El Ayuntamiento de Barcelona cedió al CN Poble Nou la gestión y mantenimiento de las instalaciones. Se inició entonces una etapa de crecimiento, llegando a contar con varias secciones deportivas: natación, waterpolo, rugby, fútbol sala, baloncesto, balonmano, hockey sobre patines, atletismo, bádminton, pesca deportiva, frontenis y petanca. Durante los años 1960 y 1970 del CN Poble Nou surgieron deportistas olímpicos como la nadadora Aurora Chamorro o los waterpolistas Josep Padrós y Gaspar Ventura.

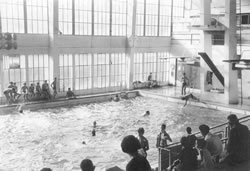
La primera piscina cubierta del CN Poble Nou, en la plaza Lope de Vega.

En 1989, tras llegar a un acuerdo de gestión con el ayuntamiento, el CN Poble Nou dejó la piscina de Lope de Vega y trasladó su actividad a un nuevo polideportivo municipal, el CEM Can Felipa, construido en los terrenos de la antigua fábrica Central de Acabados Textiles (CATEX), sucesora de Manufacturas Reunidas de la Industria Textil. En 1993 el club asumió también la gestión del Complejo Deportivo Municipal Mar Bella, construido para albergar la competición de bádminton en los Juegos Olímpicos de Barcelona 1992.
A principios del siglo XXI el CN Poble Nou se vio inmerso en una profunda crisis económica, perdiendo la concesión de Can Felipa en el año 2000. Las catorce secciones quedaron reducidas únicamente a tres: natación, rugby y waterpolo, esta última renunciando a competir en la élite. En 2014 el club creó una sección de natación sincronizada y obtuvo la gestión del polideportivo municipal CEM Besòs, en el vecino municipio de San Adrián de Besós. 

### Waterpolo
El Poble Nou es uno de los clubes históricos del waterpolo español. En los años 1940 ya competía en el Campeonato de Cataluña, en su última categoría, segunda B. 
En 1966 fue uno de los ocho clubes fundadores de la Liga Nacional de waterpolo. La sección vivió su mejor época en los años 1990. Su mayor éxito fue el subcampeonato de la Copa del Rey de la temporada 1996-97, contando en sus filas con jugadores como Jordi Sans y el cubano Iván Pérez.
Debido a recortes presupuestarios, en 1998 el CN Poble Nou perdió a sus mejores waterpolistas, iniciando un declive que culminó con el descenso en 2001, al finalizar como colista de la División de Honor. La siguiente campaña tuvo que renunciar a competir en Primera División, al no poder asumir los costes de mantener una plantilla semiprofesional.
La temporada 2014-15 regresó a División de Honor, después de trece años de ausencia. A pesar de completar una campaña notable, clasificándose para la Copa del Rey, al finalizar el curso el equipo renunció de nuevo a su plaza en la máxima categoría de la liga española por motivos económicos. Desde entonces su actividad se centra, esencialmente, en el waterpolo formativo.

### Rugby
La sección de rugby del CN Poble Nou se creó en 1952. Sin un campo reglamentario propio, originalmente jugaba en La Foixarda. En 1962, bajo la dirección de Ramon Rabassa, consiguió su primer gran éxito: el Campeonato de España de rugby, de segunda categoría (Copa de la FER). En 1971 fue subcampeón, perdiendo en la final contra la Sociedad Deportiva Anoeta. En 1978 y 1981 se proclamó campeón de Segunda División, lo que le permitió ascender a División de Honor, donde jugó dos temporadas: 1978-79 y 1981-82. En los años 1980 encontró un terreno de juego en la Mar Bella, donde disputó sus partidos hasta la disolución de la sección en 1987.
En 1998 la sección fue recuperada, tras un acuerdo de colaboración entre el CN Poble Nou y el Enginyers RC, un club fundado en 1989 por estudiantes de ingeniería de la Universidad Politécnica de Cataluña (UPC). El club pasó a competir con el nombre CN Poble Nou-Enginyers.
En 2006 ingresó en la Greene King Super Premier League, del condado de Hertfordshire, siendo el primer equipo extranjero admitido en una liga inglesa. Ganó esta liga en 2007 y 2008. En el ámbito español, la temporada 2013-14 alcanzó la División de Honor B, segunda máxima categoría de la liga española de rugby.
Debido a los problemas económicos del club, en 2015 la sección se constituyó legalmente como una sociedad independiente, Barcelona Enginyers Rugby, aunque manteniendo un convenio de colaboración entre ambas entidades. Esta situación se prolongó tres temporadas. Finalmente, en noviembre de 2018 el CN Poble Nou absorbió al Barcelona Enginyers Rugby. Desde entonces la sección de rugby vuelve a competir únicamente con la denominación histórica del club.

## Instalaciones
El club reparte su actividad en tres equipamientos municipales. Se sede social está ubicada en el CEM Mar Bella, en cuyas instalaciones también juega su equipo de rugby. La secciones de waterpolo y natación sincronizada compiten en las piscinas del CEM Can Felipa. El club también utiliza el polideportivo CEM Besós, en San Adrián de Besós.

## Presidentes
Presidentes de la entidad desde su fundación:
| - Sebastià Sanmiquel (1930-1939) - Miquel Lecha (1939-1941) - Josep Bachs (1941-1946) - Heribert Artigas (1946-1951) - Lleonci Domènech (1951-1961) - Heribert Artigas (1961-1967) - Ramon Vila (1967-1972) | - Lleonci Domènech (1973-1977) - Josep Serra (1977) - Ernesto Santolalla (1977-1988) - Josep Padrós (1988-1997) - Ramon Pou (1997-2001) - Manuel Romero (2001) - Jordi Homs (2001-????) |